# Norra Riksten
Norra Riksten är en av SCB namnsatt tätort i Botkyrka kommun belägen söder om Tullinge i Botkyrka kommun på området som var Tullinge flygfält och nordväst om Rikstens gård. Området, som är under uppförande, kallas även Riksten friluftsstad. Totalt kommer cirka 2 500 bostäder att byggas fram till år 2032, vilket motsvarar 8 000–10 000 invånare. Den första utbyggnadsetappen (av 13) påbörjades hösten 2006 och bestod av cirka 250 bostäder. Första inflyttning skedde till julen 2007.

## Historia
Marken där Norra Riksten nu uppstår tillhörde ursprungligen Rikstens säteri. Men området beboddes redan på järnåldern, som talrika fornfynd kan vittna om. År 1941 förvärvade Kungliga flygförvaltningen en areal om 380 hektar av Rikstens fideikommiss dåvarande ägare, Anders Cederström, för att använda som krigsflygfält. Det krävdes avsevärda markarbeten, bland annat behövdes hela Mörtsjön fyllas igen. Fem år senare anlades flygflottiljen F 18 Tullinge. Flygflottiljen lades ned 1985 och 2004 upphörde även den civila flygverksamheten. År 1997 förvärvade F18 Vasallen AB hela fastigheten från Fortifikationsverket.
Dåvarande statsminister Göran Persson uttalade i regeringsförklaringen hösten 2000 att det skulle byggas "en ny, modern stadsdel med bostäder och arbetsplatser" på det område som nu är Riksten (i regeringsförklaringen kallat "gamla Tullinge flygplats").

### Planeringen och bebyggelsen

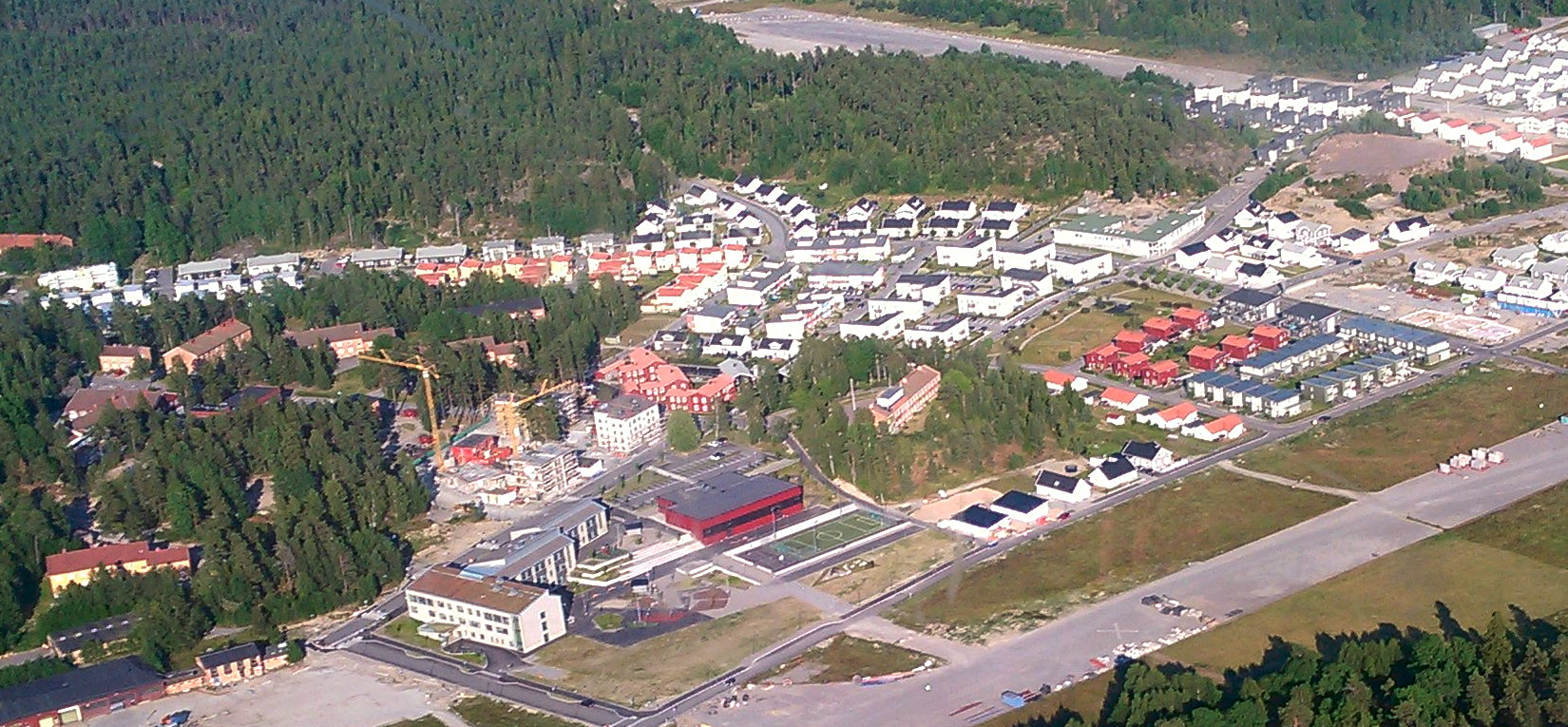
Flygfoto över Riksten, 2014.

Översiktsplanen antogs av kommunfullmäktige i oktober 2002 och aktualitetsförklarades år 2006. Översiktsplanen redovisar hela Rikstens friluftsstad som förändringsområde och omfattar hela det gamla flygfältet. Ett program för utvecklingen av Riksten godkändes av kommunfullmäktige i maj 2003, därefter framtogs en detaljplan för första byggnadsetappen. Samma år tecknades ett ramavtal mellan Botkyrka kommun och F18 Vasallen AB om att 2 500 bostäder skall byggas i området. F18 Vasallen AB förvärvades 2004 av byggföretaget Peab som bildade Riksten Friluftsstad AB.
Totalt kommer 13 detaljplaner upprättas, en för varje byggnadsetapp. De första bostäderna började byggas 2006. Fullt utbyggd kommer det att finnas cirka 2 500 bostäder fördelade på hyreslägenheter, bostadsrätter, radhus, kedjehus och villor. Dessutom kommer kommersiella lokaler för ungefär 1 000 arbetsplatser att skapas i en företagspark norr om bostadsbebyggelsen. Bland byggherrar som finns representerade i Rikstens friluftsstad märks Peab bostad, Veidekke, Älvsbyhus och Myresjöhus. 
Det tidigare flottiljområdet med de gamla utbildningsbyggnader, studentbostäder och lokaler för småföretag blir ett komplement till området. Några av de gamla kasernbyggnaderna var 2005 ombyggda till studentlägenheter. Rikstens skolas första etapp stod klar hösten 2013 och blev helt färdig till höstterminen 2016. Här undervisas cirka 600 elever upp till årskurs 9.

### Befolkningsutveckling
| Befolkningsutvecklingen i Norra Riksten 2010–2020 | Befolkningsutvecklingen i Norra Riksten 2010–2020 | Befolkningsutvecklingen i Norra Riksten 2010–2020 | Befolkningsutvecklingen i Norra Riksten 2010–2020 | Befolkningsutvecklingen i Norra Riksten 2010–2020 |
| ------------------------------------------------- | ------------------------------------------------- | ------------------------------------------------- | ------------------------------------------------- | ------------------------------------------------- |
|                                                   |                                                   |                                                   |                                                   |                                                   |
| År                                                |                                                   |                                                   | Folkmängd                                         | Areal (ha)                                        |
| 2010                                              | 2010                                              |                                                   | 839                                               | 39                                                |
| 2015                                              | 2015                                              |                                                   | 2 044                                             | 56                                                |
| 2020                                              | 2020                                              |                                                   | 2 870                                             | 58                                                |
| Anm.: Ny tätort 2010                              |                                                   |                                                   |                                                   |                                                   |

## Bilder

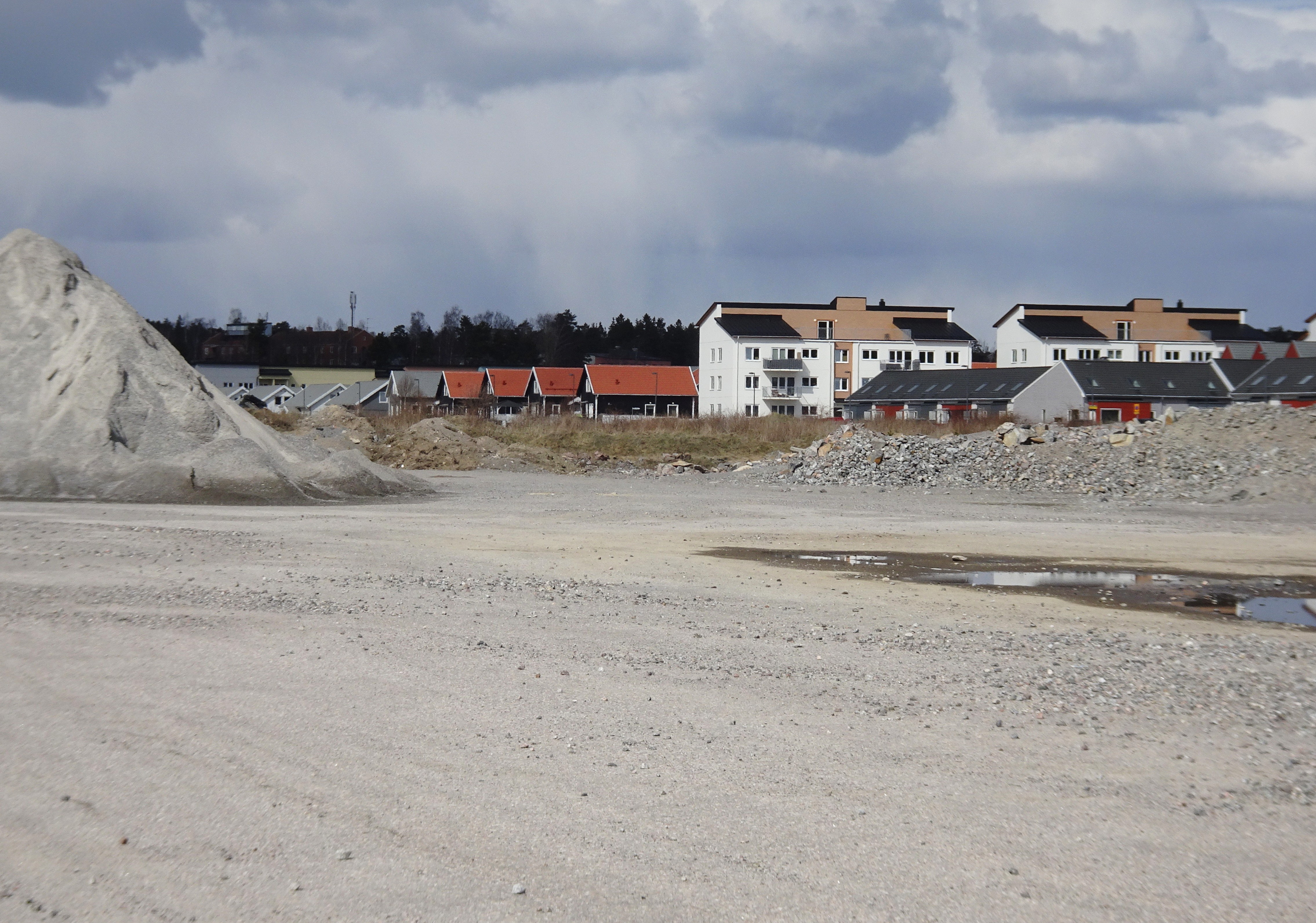
Norra Riksten med gamla start-landningsbanan i förgrunden.
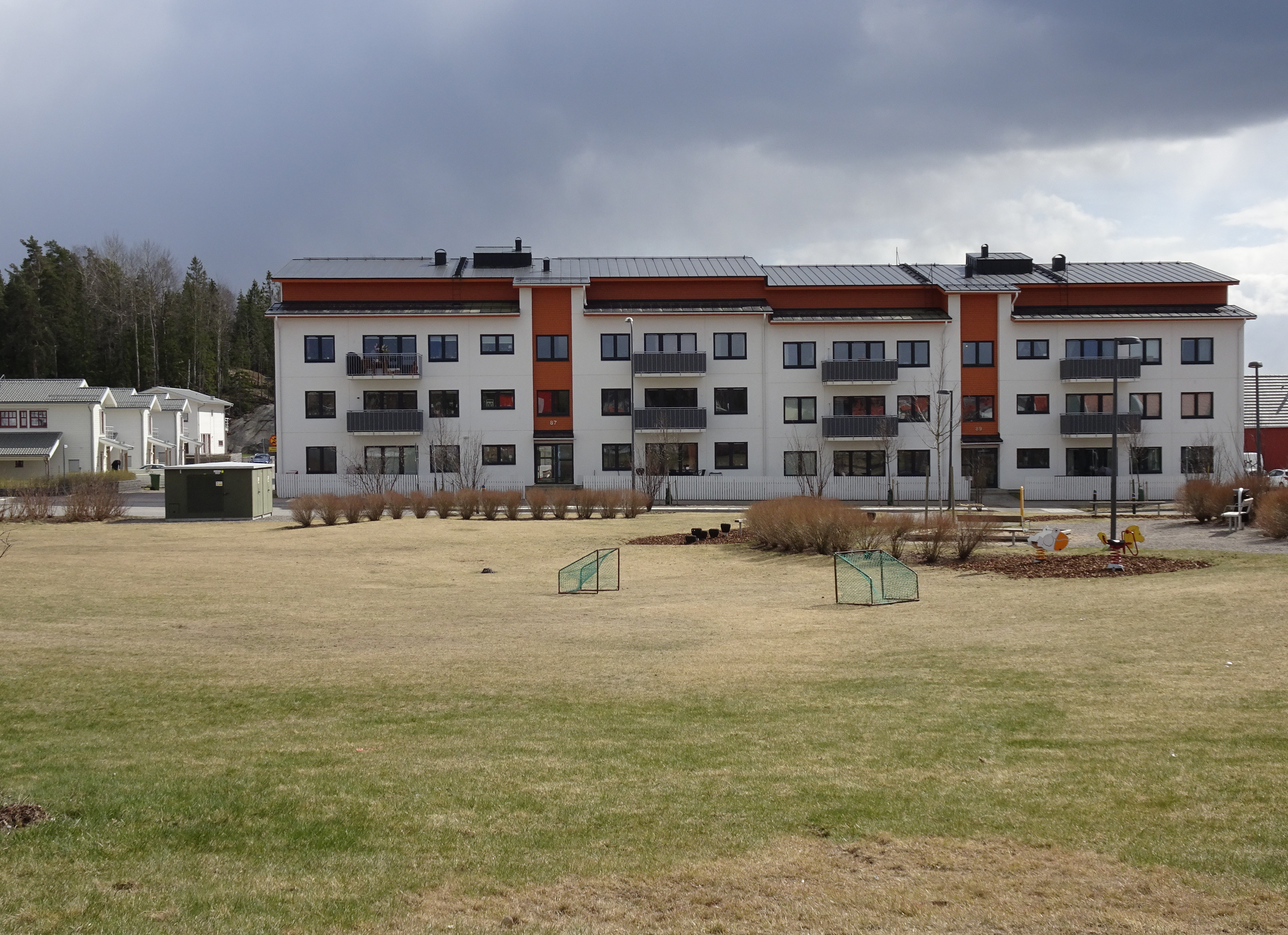
Nybyggda flerbostadshus, 2017.
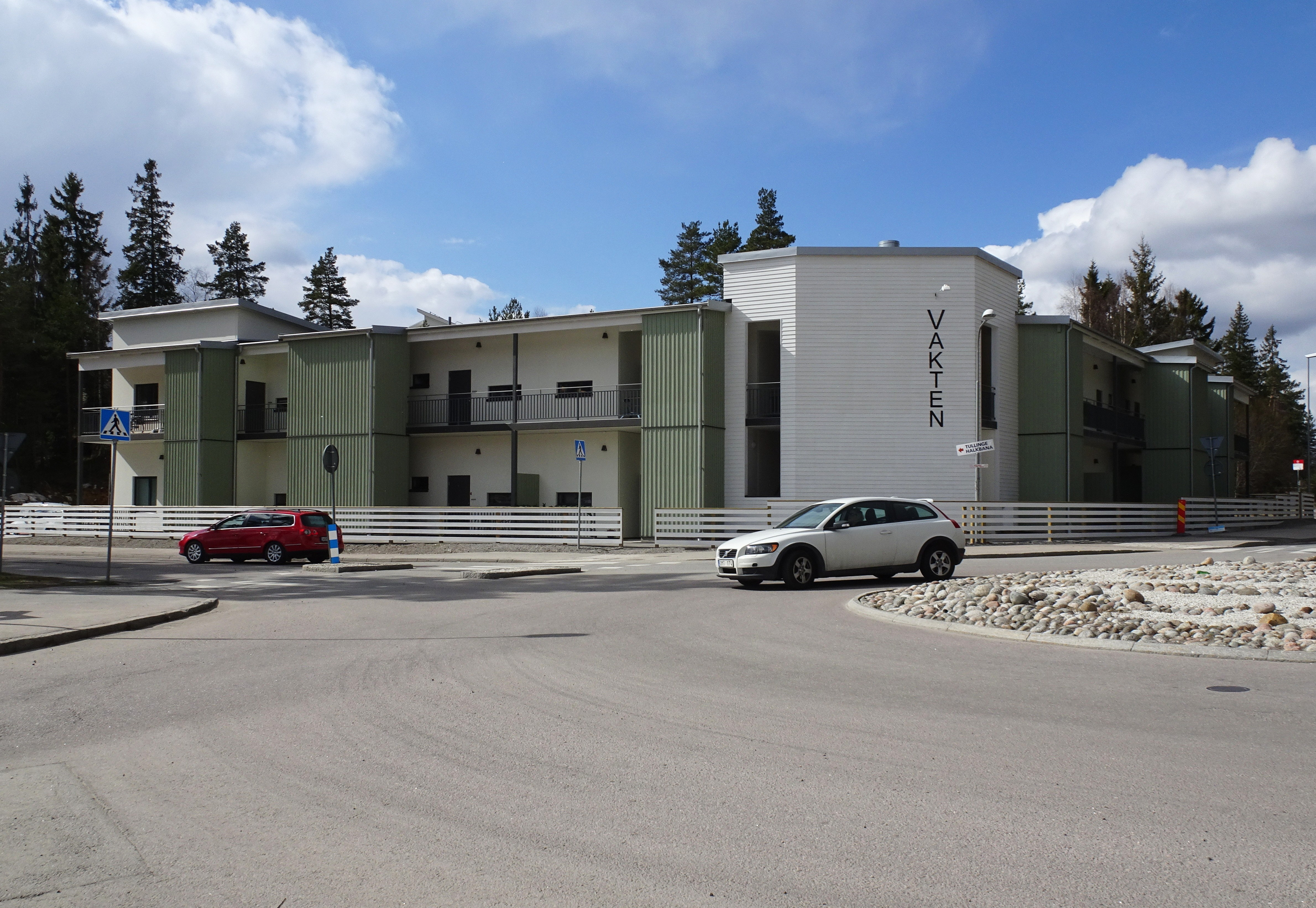
Kvarteret Vakten, 2017.
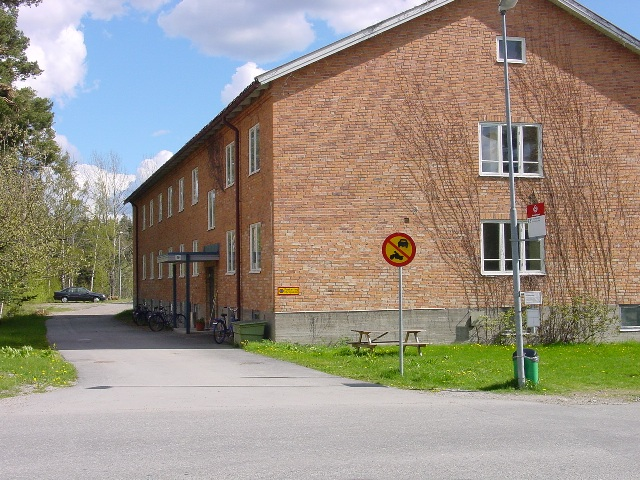
Studentbostäder i renoverade kasernbyggnader.

## Kommunikationer
SL-buss 721 på sträckan mellan Riksten och Tullinge station. 